# Крашкин, Иван Семёнович
Иван Семёнович Крашкин (18 января 1928, село Секирино Скопинского района Рязанской области — 05 апреля 2019, Москва) — советский и российский ученый, горный инженер, специализирующийся в горно-добывающей отрасли угольной промышленности. Профессор, доктор технических наук, академик, действительный член Академии горных наук. Лауреат Государственной премии СССР 1969 года.

## Биография
Родился в селе Секирино Скопинского района Рязанской области 14 (по иным сведениям 18) января 1928 г. Был четвёртым ребёнком в семье, имел 3 старших сестер: Прасковью, Веру, Екатерину. Отец — Крашкин Семен Егорович — директор шахты, участник I Мировой Войны, кавалер Георгиевского Креста. Мать — Крашкина (Улитина) Мария Григорьевна — домохозяйка.
В годы Второй Мировой Войны вместе с семьей был в эвакуации в Кемерово.
В 1945 году окончил школу № 2 города Скопин и поступил в Московский Горный Институт. По окончании Института в 1950 году был направлен на работу в ГДР, где в 1950—1954 руководил геологоразведочными партиями и экспедициями на объектах 29, 30, 90 в Тюрингии и Саксонии, включая Роненнбургскую экспедицию. В Тюрингии работал начальником экспедиции. Главным инженером в этой же экспедиции трудился однокашник Ивана Семеновича Крашкина — Симаков Владимир Алексеевич.
С середины 1953 года Роненнбургская экспедиция подчинялась управлению СГАО «Висмут». Иван Семенович Крашкин в это время руководил началом промышленной эксплуатации месторождения «Зорге-Зетендорф», проходкой первого ствола шахты на месторождении «Пайсдорф» и «вынул символические лопаты земли при строительстве ствола шахты Шмирхау».
В 1954 году вернулся в Москву. С 1955 по 1958 года — аспирант Московского Горного Института.
В 1959 году женился. Жена — Нинель Сергеевна Бабаева (1935—1999) — хирург-травматолог. Тесть — Сергей Иванович Бабаев — полковник Советской Армии, участник Великой Отечественной войны, кавалер ордена Отечественной войны I степени, ордена Красной Звезды, орденов Красного Знамени.
С 1959 по 1980 года работал в Подмосковном научно-исследовательском и проектно-конструкторском угольном институте в Новомосковске, прошёл путь от инженера до заместителя директора по научной работе к 1980 году. В 1961 защитил кандидатскую диссертацию, посвященную проблемам вскрытия угольных пластов в Донецком бассейне. С 1964 года доцент. С 1969 старший научный сотрудник.
В 1969 году стал лауреатом Государственной премии СССР за разработку и внедрение высокоэффективной технологии и организации добычи угля на шахте 39-40 комбината «Тулауголь». Одновременно с ним этой же премии был удостоен Григорий Иванович Нуждихин, земляк и однокашник Ивана Семеновича Крашкина.
В 1969 году по приглашению города Ронненбург и правления СГАО «Висмут» принял участие в праздновании 20-летия образования ГДР. Городским советом города Ронненбург Ивану Семеновичу Крашкину было присвоено почетное звание «Активист социалистического труда». Советом округа Гера был награждён медалью «Иогана Гердера», центральным советом германо-советского общества дружбы «Золотым» Знаком отличия.
В 1979 защитил докторскую диссертацию.
С 1980 до 2013 года работал в Институте горного дела имени академика А. А. Скочинского в должности профессора. Руководил научными исследованиями и подготовкой научных работ. В 2013 году в возрасте 85 лет вышел на пенсию.
Умер 5 апреля 2019 года в Москве.

## Почетные звания и награды[7]
- Заслуженный работник топливной промышленности
- Лауреат Государственной премии СССР
- Лауреат премии им. Иоганна Гердера (ГДР)
- Лауреат премии им. А. М. Терпигорева
- Медаль «За особый вклад в развитие Кузбасса» I степени
- знаки: «Шахтерская слава» I, II, III степени, «Горняцкая слава» I степени.

Автор 17 изобретений с 1973 по 1988 годы. Среди изобретений:
- Способ подготовки обводненных шахтных полей[9]
- Секция шахтной механизированной крепи[10]
- Устройство для управления движением базы шахтной механизированной крепи[11]
- Способ автоматического контроля и регулирования прямолинейности траектории движения горнодобывающего комплекса и устройство для его осуществления[12]
- Способ автоматического контроля горно-технических параметров очистного забоя[13]
- Устройство для бурошнековой выемки угля[14]
- Скребковый забойный конвейер[15]

## Научно-организационная деятельность[7]
- Участник XVI Всемирного горного конгресса
- Член ученых и диссертационных советов ИГД им. А. А. Скочинского, ПНИУИ,
- Член редакционных советов журналов «Научные сообщения ИГД им. А. А. Скочинского», «Горные машины и автоматика», «Уголь»[16]